# Бондарь, Алексей Станиславович
Алексе́й Станисла́вович Бо́ндарь (27 июня 1941 — 18 февраля 2005) — советский и украинский журналист, поэт, публицист, очеркист. Общественно-культурный деятель, почётный гражданин города Сокиряны. Член Национального союза журналистов Украины.

## Биография
Алексей Бондарь родился 27 июня 1941 года во время эвакуации и бомбардировок в первые дни Великой Отечественной войны в селе Бриены (ныне — в черте города Арциз, Одесская область, Украина), проживал в селе Волица, Хмельницкая область, в крестьянской семье. По окончании школы работал в Хмельницком строительно-монтажном управлении линейщиком, радиофицировал сёла. Служил в Советской Армии радиомехаником. Окончил Каменец-Подольский пединститут. Работал в районных газетах Подолья, Крыма, с 1967 года — в сокирянской районной газете Черновицкой области «Днестровские зори»: сначала литработником, затем заведующим отделом, заместителем редактора, редактором. 34 года в журналистике, из них — 33 в «Днестровских зорях». Был соредактором совместного выпуска (авторы проекта Михаил Иванеско, Орест Проданюк, Ефим Гусар) районных газет Черновицкой области «Перестройка: проблемы, поиски, резервы» (22 марта 1989 года).

## Творческий путь
Стихи Бондарь начал писать в школьные годы. Отдельные поэзии печатались в военных газетах. Во время службы в Советской Армии стал победителем поэтического конкурса газеты «Новгородский комсомолец» (РСФСР). Его поэтический талант и организаторские способности достигли своего пика в Сокирянах, где с 1967 по 2005 год он возглавлял районное литературно-художественное объединение «Полевая радуга» при газете «Днестровские зори», многие члены которого стали авторами собственных книг: И. Багрийчук, М. Брозинский, В. Гандзий, И. Гончар, Е. Гусар, Т. Лаврук, В. Мартынюк, М. Мафтуляк, И. Нагирняк, А. Чёрный, Н. Юзефович и т. д. Песни на слова Алексея Бондаря печатались в газете «Днестровские зори», литературно-художественных выпусках «Полевая радуга», звучали по радио, вошли в сборники композиторов.
Бондарь стал наставником многих поэтических талантов. Редактор и автор предисловия сборника стихов Надежды Юзефович «На струнах души» (Сокиряны, 2002). Популяризатор и пропагандист творчества композитора Михаила Мафтуляка, о котором опубликовал исследовательские разведки и эссе: «И сердце песней окликнулось», «Когда знакомая песня льётся», «Касаясь струн сердца», «И развеснел осенний день», «Непреходящая весна художника», «На крыльях поэзии и музыки» и т. д. Также Бондарь написал предисловие в нотном издании М. Мафтуляка «Пока музыка звучит» (Киев: Арфа, 1996).